# Hemidactylus kyaboboensis
Espèce
Hemidactylus kyaboboensis est une espèce de geckos de la famille des Gekkonidae.

## Répartition
Cette espèce se rencontre au Ghana et au Togo.

## Étymologie
Son nom d'espèce, composé de kyabobo et du suffixe latin -ensis, « qui vit dans, qui habite », lui a été donné en référence au lieu de sa découverte, le parc national de Kyabobo.

## Publication originale
- Wagner, Leaché & Fujita, 2014 : Description of four new West African forest geckos of the Hemidactylus fasciatus Gray, 1842 complex, revealed by coalescent species delimitation. Bonn zoological Bulletin, vol. 63, no 1, p. 1–14 (texte intégral).